# Cylindropuntia molesta
Cylindropuntia molesta, conocida comúnmente como agujilla, cardenche de Baja California o cholla agujilla, es una especie de planta suculenta perteneciente al género Cylindropuntia, dentro de la familia Cactaceae. Es endémica del noroeste de México (concretamente de los estados mexicanos de Baja California y Sonora).

## Descripción
Cylindropuntia molesta es una especie de cactus muy espinoso que crece como un arbusto o pequeño árbol con ramificaciones abiertas, alcanzando alturas de 1 a 2,4 m. Desarrolla un tronco que a veces se ramifica basalmente, con pocas ramas largas y extendidas que se desprenden con facilidad. 
Los tallos son erectos, articulados y están formados por segmentos firmemente adheridos. Cada uno de ellos mide de 7 a 40 cm de largo y de 1 a 4 cm de diámetro. Su forma va de claviforme a subcilíndrica y tienen la epidermis de color verde pálido a verde grisáceo (a veces glauco). Presentan tubérculos bajos, anchos y alargados, de hasta 4 cm de largo.
Sobre los tallos se asientan areolas ampliamente elípticas, con lana marrón amarillenta y gloquidios marrón amarillentos, de 1 a 2,5 mm de largo. También suelen presentar hojas lineales de hasta 1 cm de largo y pequeños nectarios extraflorales en forma de copa. 

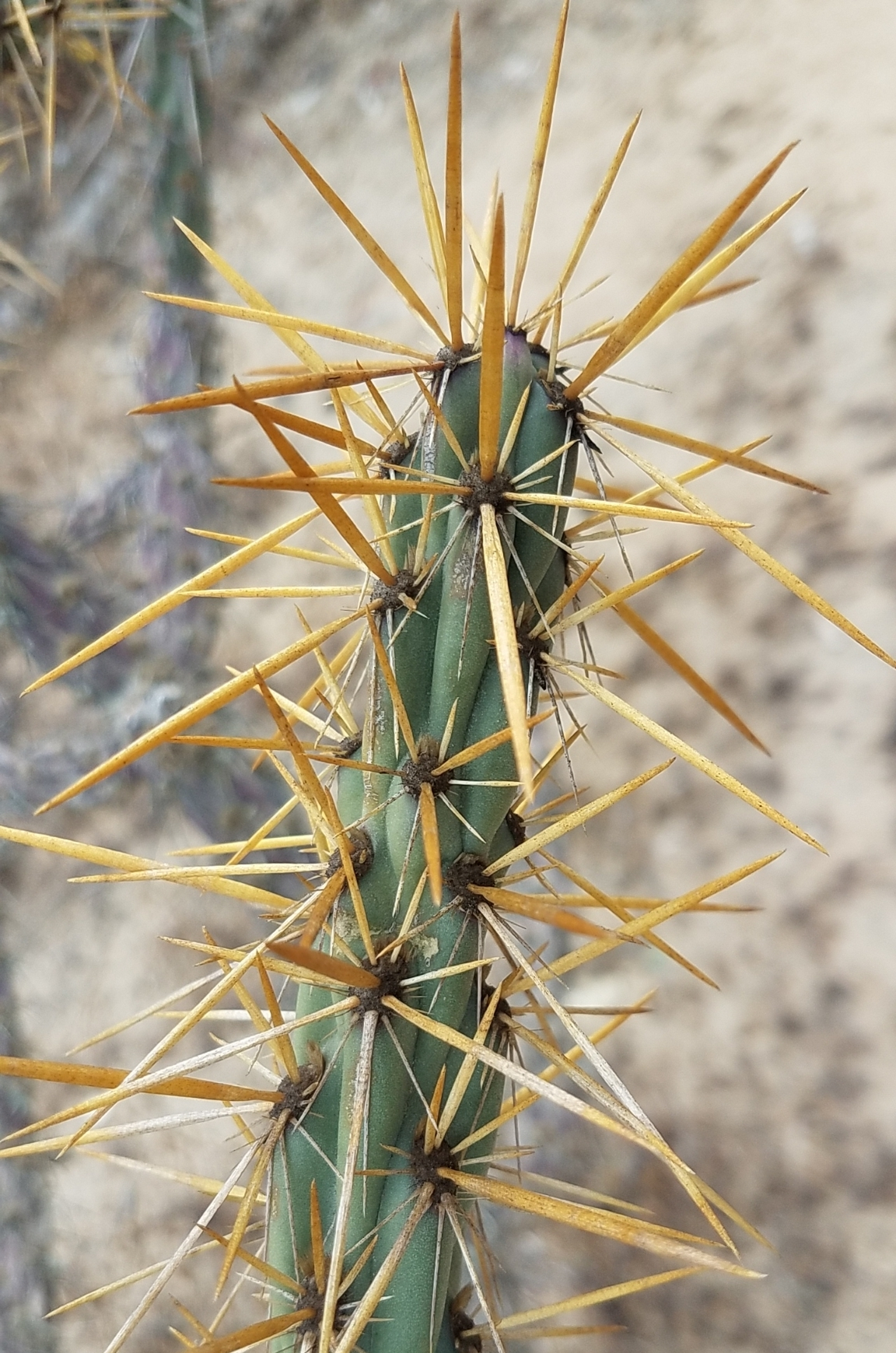
Detalle de las espinas

Poseen de 4 a 11 espinas desiguales muy afiladas y están cubiertas por una vaina epidérmica suelta que parece de papel. De entre ellas destacan de 1 a 5 espinas centrales más largas de 2,5 a 5 cm de largo, con la base de color marrón anaranjado y la punta de color naranja a pajizo o amarillo pálido, que se tornan violáceas o casi negras con la edad. También hay de 2 a 7 espinas radiales más finas y de 0,5 a 1,2 cm de largo.

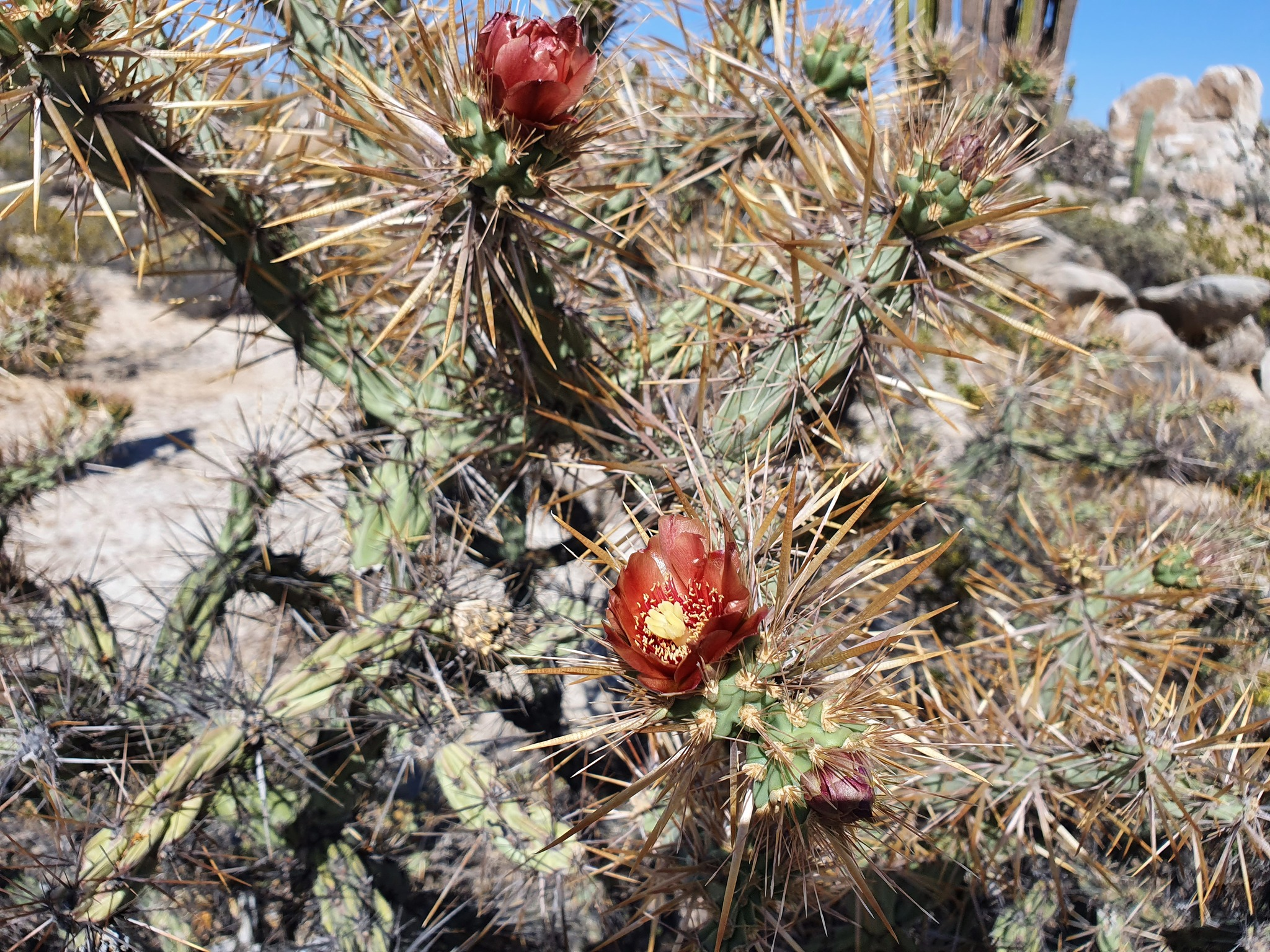
Detalle de las flores

Las flores son de color bronce púrpura, pero también pueden ser amarillas, bronce verdoso o granate oscuro. Se abren durante el día (diurnas) y son polinizadas por abejas. Miden de 1,9 a 2,6 cm de largo y de 3 a 5 cm de diámetro. Es uno de los pocos cactus ginodioicos conocidos, es decir, que presenta flores femeninas en una planta y hermafroditas en otra. Suelen florecer en primavera, entre abril y junio.

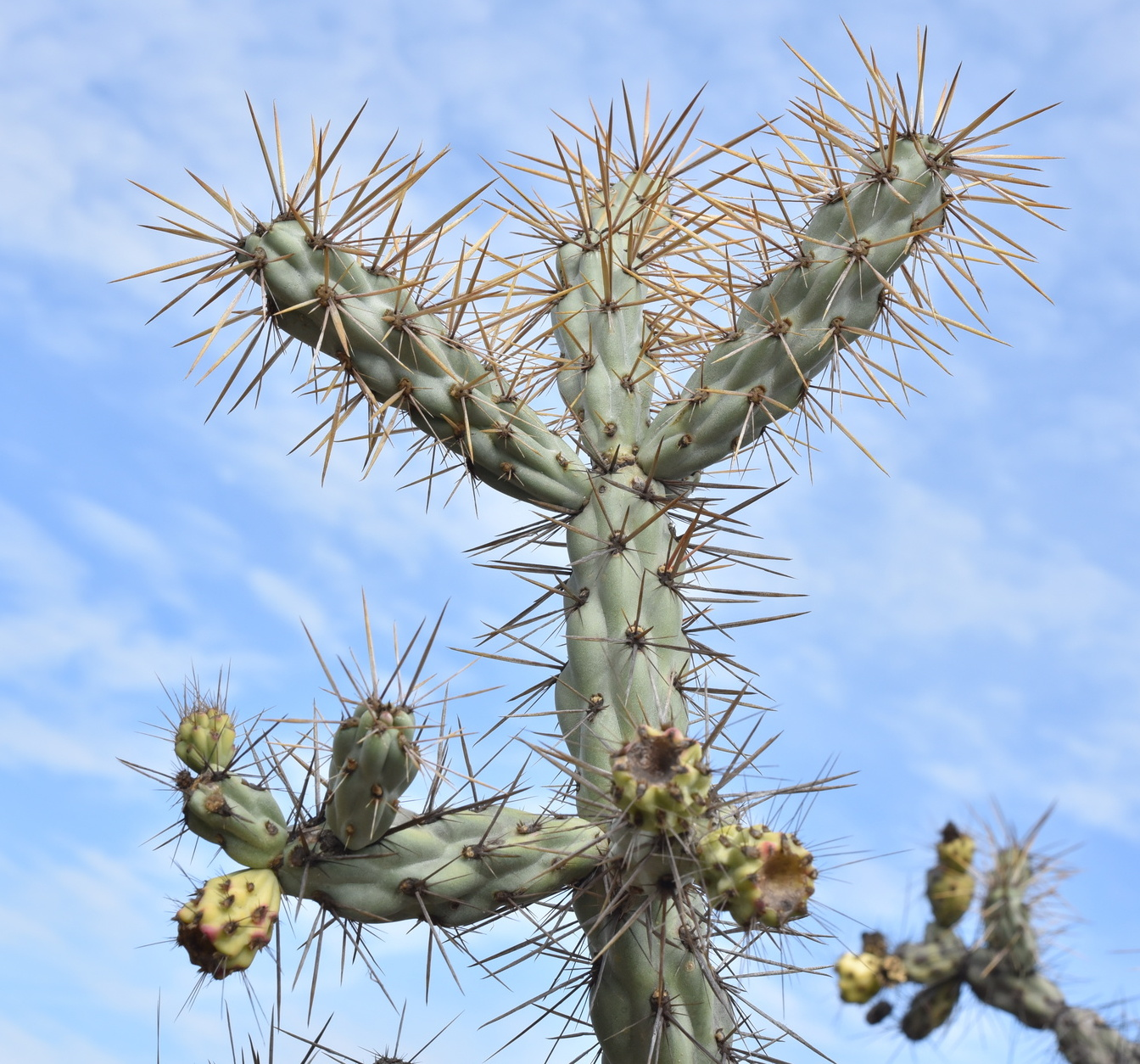
Detalle del fruto

Los frutos son ovoides, espinosos y de color amarillo en la madurez. Son carnosos y miden de 2 a 4 cm de largo.

## Distribución y hábitat

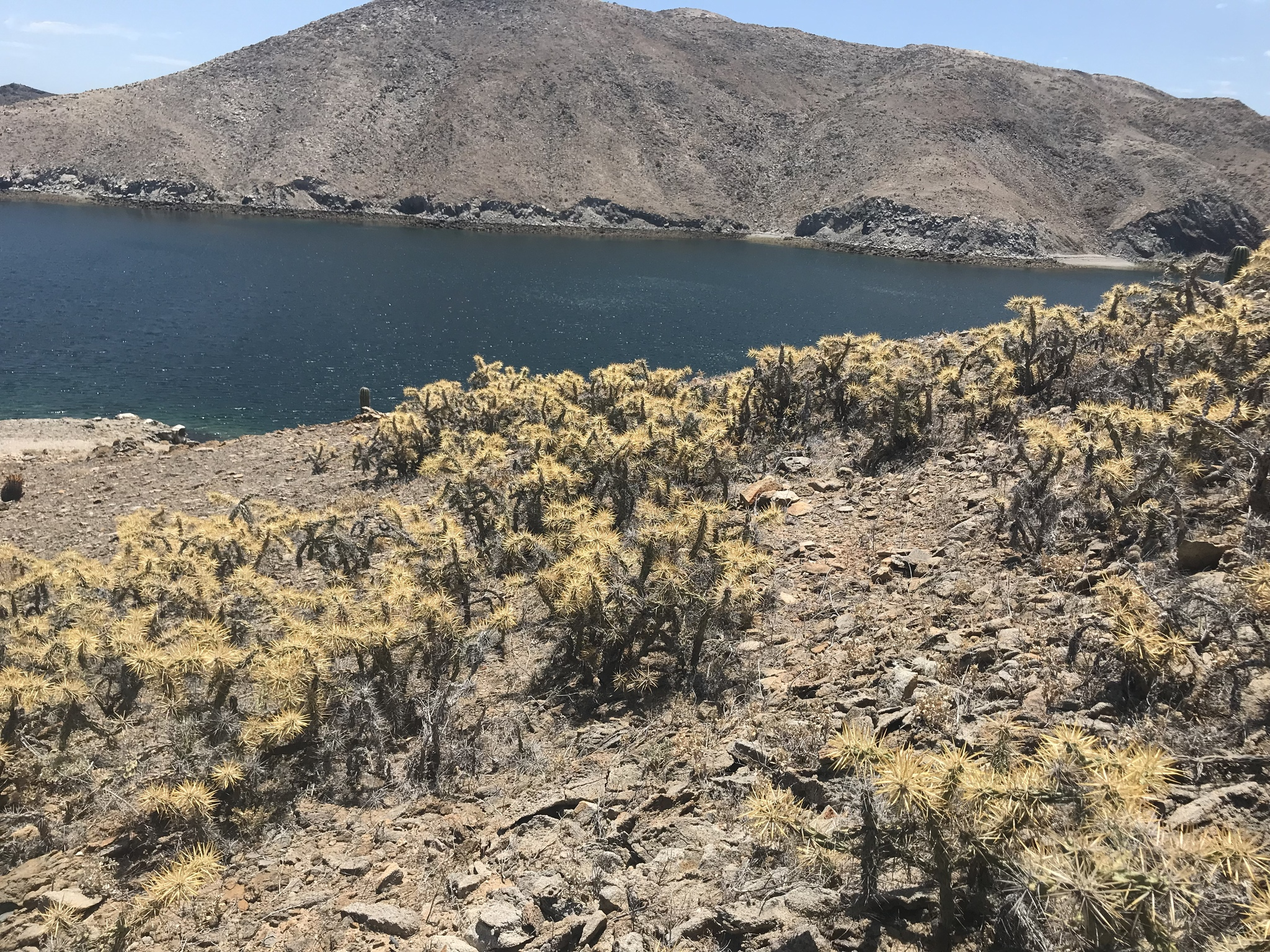
En su hábitat

El área de distribución nativa de esta especie es el noroeste de México (concretamente en los estados mexicanos de Baja California y Sonora). Crece principalmente en biomas desérticos o de matorral seco, sobre suelos aluviones arenosos, valles y laderas de grava.
Se encuentra asociada a otras especies de plantas como: Agave shawii, Agave cerulata, Cylindropuntia alcahes, Hesperoyucca whipplei, Fouquieria columnaris y Fouquieria splendens.

## Taxonomía
La primera descripción de esta especie fue como Opuntia molesta, publicada en 1889 por el botánico estadounidense Townshend Stith Brandegee en la revista ilustrada Proceedings of the California Academy of Sciences, ser. 2, 2: 164.
Posteriormente, el botánico danés Frederik Marcus Knuth colocó la especie en el género Cylindropuntia, pasando a llamarse Cylindropuntia molesta y anotando estos cambios en el libro Kaktus-ABC: 126 en el año 1936.
Etimología
- Cylindropuntia: nombre genérico formado por dos palabras: el sustantivo griego kýlindros (que significa 'cilindro') y el género Opuntia, (con el que el género tiene similitudes), haciendo referencia a la forma cilíndrica de los tallos de las plantas.
- molesta: epíteto específico latino que significa 'desagradable' o 'molesto' haciendo referencia a la naturaleza espinosa de la especie.[8][4]

### Subespecies
Actualmente se distinguen dos subespecies:
| Imagen | Subespecie                                                                | Descripción                                                                                   | Distribución                                  |
| ------ | ------------------------------------------------------------------------- | --------------------------------------------------------------------------------------------- | --------------------------------------------- |
|        | Cylindropuntia molesta subsp. clavellina (Engelm. ex J.M.Coult.) U.Guzmán | Es arbustiva de hasta 1.5 m de altura y generalmente presenta una sola espina central erecta. | Noroeste de México (Baja California)          |
|        | Cylindropuntia molesta subsp. molesta                                     | Puede alcanzar los 2,4 m de altura y presenta de 1 a 5 espinas centrales.                     | Noroeste de México (Baja California y Sonora) |

Sinonimia
- Sinónimos de Cylindropuntia molesta subsp. clavellina:
  - Cylindropuntia clavellina (Engelm. ex J.M.Coult.) F.M.Knuth (1936)
  - Cylindropuntia molesta var. clavellina (Engelm. ex J.M.Coult.) Rebman (2002)
  - Opuntia clavellina Engelm. ex J.M.Coult. (1896)

- Sinónimos de Cylindropuntia molesta subsp. molesta: (no tiene)

## Estado de conservación

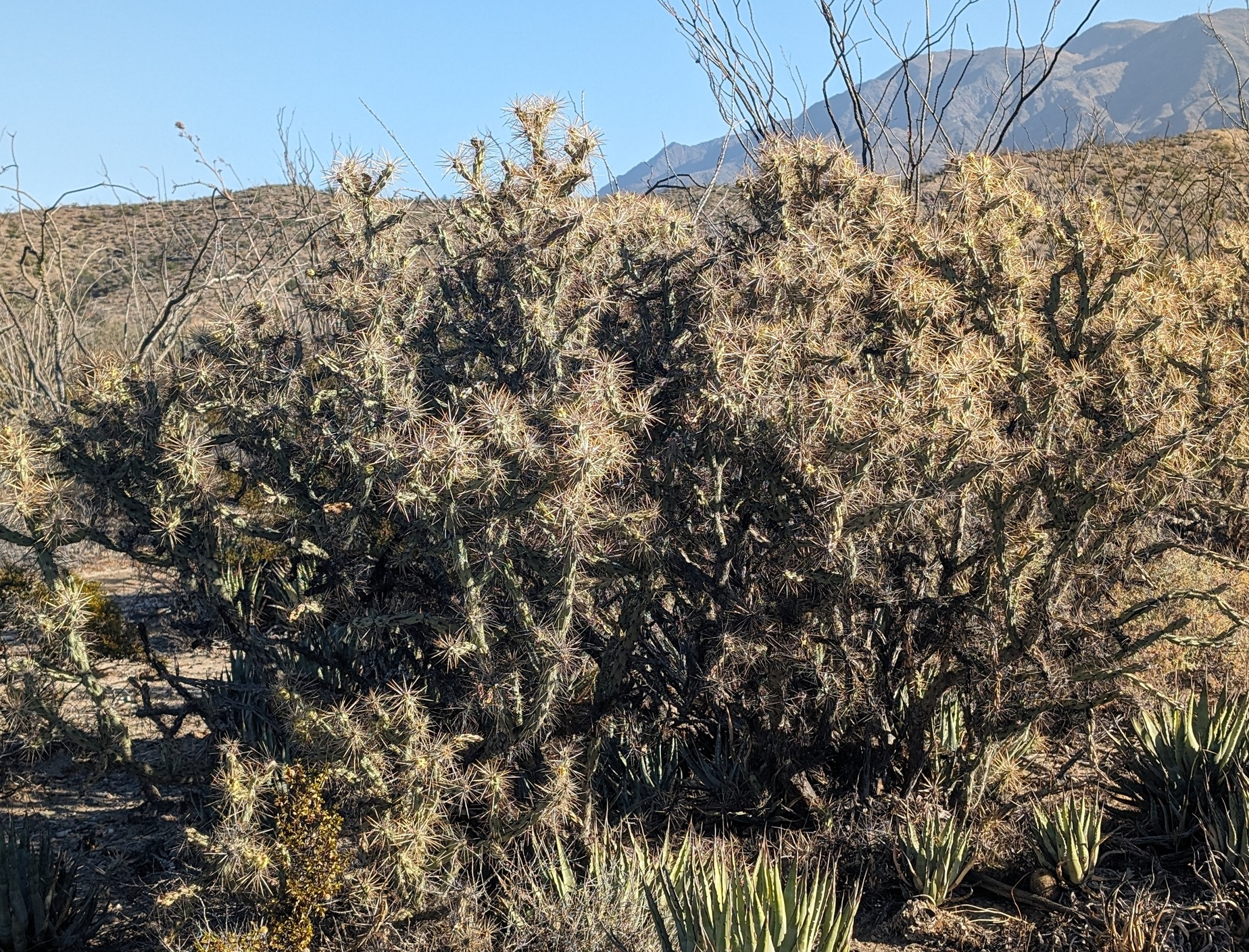
En su hábitat

En la Lista Roja de Especies Amenazadas de la UICN, la especie está clasificada como de “Preocupación Menor (LC)” y no se conocen amenazas importantes para la conservación de esta especie.

## Usos

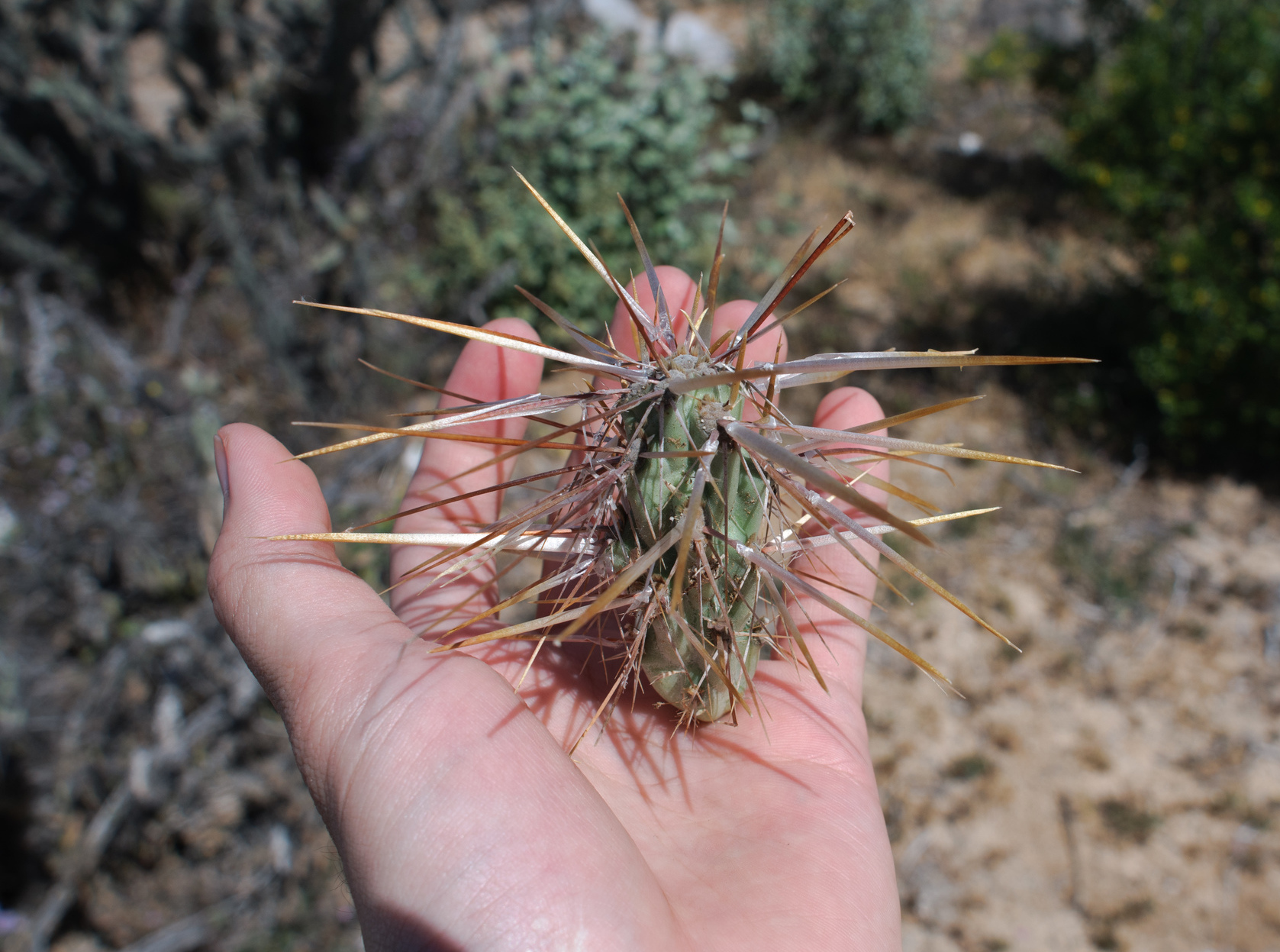
Detalle del tallo

Se cultiva raramente como planta ornamental, ya que no tiene una apariencia atractiva y su propagación se realiza a través de esquejes.